# Coenosia vittithorax
Coenosia vittithorax este o specie de muște din genul Coenosia, familia Muscidae, descrisă de Stein în anul 1911.
Este endemică în Peru. Conform Catalogue of Life specia Coenosia vittithorax nu are subspecii cunoscute.